# Operace Cyclone
Operace Cyclone bylo kódové označení pro program CIA s cílem vyzbrojit a financovat afghánské mudžahedíny během sovětské války v Afghánistánu a krátce po jejím skončení (respektive v letech 1979 až 1992). Mudžahedíni byli podporováni také britskou MI6, která v Afghánistánu prováděla vlastní operace. CIA se rozhodla podporovat radikální islamisty a džihádisty s vazbami na pákistánský režim generála Muhammada Zijáula Haka, raději než umírněnější odboj, který byl kritický i k předchozí vládě v Afghánistánu.
Operace byla jednou z nejdéle trvajících a nejdražších, které CIA během studené války provedla. V roce 1980 Spojené státy americké do operace investovaly 20 milionů dolarů, zatímco v roce 1986 už byl roční rozpočet operace 630 milionů dolarů. Mezi prvními zbraněmi, které CIA mudžahedínům předala byly sovětské zbraně a zastaralé britské pušky Lee-Enfield. Postupně ale dodávala čím dál modernější zbraně. V roce 1986 šlo například o FIM-92 Stinger nebo protiletadlový raketový komplet. Vyzbrojování pokračovalo i během první občanské války v Afghánistánu (1989–1992), ve které USA podporovaly islamistické mudžahedíni, zatímco Sovětský svaz podporoval Afghánskou demokratickou republiku.

## Historie

### Pozadí (1978–1979)
V roce 1978 komunistický afghánský politik Núr Mohammad Tarakí spolu s armádními důstojníky iniciovali revoluci, během které svrhli Muhammada Dáúda Chána, který se sám chopil moci státním převratem v roce 1973. Během sekulární vlády Daúda Chána byla vyhlášena Afghánská demokratická republika, ve které se vytvořily dvě hlavní frakce, parchamisté a khalqisté. V prosinci 1978 Daúd Chán podepsal smlouvu o přátelství se Sovětským svazem. Daúd Chán se snažil protlačit zavedení sekulárního vzdělávání a pozemkovou reformu. Během toho si počínal diktátorsky a docházelo k nezvykle velkému množství poprav (včetně konzervativních islámských duchovních). Proti tomu se začali bouřit islamističtí mudžahedíni, jejichž představitelé byli od roku 1975, kdy se pokusili o neúspěšné povstání vůči předchozímu režimu, v exilu v Pákistánu.
Na konci sedmdesátých let 20. století se Pákistán obrátil na USA, aby podpořily povstalecké snahy mudžahedínů. Během prezidentství Jimmyho Cartera sice americko-pákistánské vztahy ochladly po převratu Muhammada Zijáula Haka a popravě bývalého prezidenta Zulfikára Alího Bhutty, přesto se však Carter obrátil na ministra zahraničí Cyruse Vance, aby došlo k obnově diplomatických vztahů, a to zejména s ohledem na proběhlou íránskou revoluci. Mezi Carterovou vládou a CIA pak došlo ke shodě, že „pokud chtějí Sověti zabřednout do války v Afghánistánu, USA se musí zasadit, aby se z ní jen tak nevyhrabali“. Tímto odkazovali na vlastní neblahou zkušenost z války ve Vietnamu.
V květnu 1979 se CIA začala prostřednictvím vládních pákistánských kontaktů setkávat s lídry mudžahedínů (například s Gulbuddínem Hekmatjárem). V červenci 1979 prezident Carter schválil operaci v Afghánistánu a první výdaje v hodnotě necelého milionu dolarů na propagandistickou kampaň proti Sovětům v Afghánistánu a na nákup zdravotnického materiálu a vysílaček.

### Sovětská invaze do Afghánistánu (1979–1989)
V září 1979 proběhl v Afghánistánu další státní převrat a moci se chopil Hafizulláh Amín, kterého Sověti podezírali z navázání na CIA, což CIA popírala. V prosinci 1979 provedla sovětská armáda operaci Bouře 333, zabila Amína a začala sovětská válka v Afghánistánu. Carter na invazi reagoval jednoznačně. V televizním projevu vyzval k uvalení sankcí na Sovětský svaz, oznámil podporu Pákistánu a v lednu 1980 vydal tzv. Carterovu doktrínu, ve které zavázal USA k vojenským intervencím při hájení svých zájmů v Perském zálivu.
Na začátku roku 1980 byl zahájen program vyzbrojení mudžahedínů. Zbraně měla poskytovat CIA a mudžahedínům je měla dodávat pákistánská tajná služba. Carter si vyjednal příslib Saúdské Arábie, že bude mudžahedíny také financovat. V lednu 1981 do funkce prezidenta USA nastoupil republikán Ronald Reagan, který celý program ještě více akceleroval. Američany celkově vyzbrojení mudžahedínů stálo tři miliardy dolarů. Později se zjistilo, že část zbraní posílaná přes Pákistán byla zcizena a přeprodána. Pákistán také rozhodoval, kterým skupinám mudžahedínů zbraně udělí. Přičemž je nejčastěji dával nejvíce radikálním islamistům. Mezi hlavní proponenty operace patřili kongresman Charlie Wilson a členové CIA Michael G. Vickers a Gust Avrakotos. Ti se zasadili o taktiku operace, kdy například ze začátku dodávali mudžahedínům jen Sověty používané zbraně, aby nebylo snadné spojit vyzbrojování s USA. K těmto zbraním se CIA dostala odkupem od Izraele, který je zadržel během jomkipurské války. Dalším zdrojem byl Egypt, který zrovna modernizoval armádu západní technikou a souhlasil s odprodejem starších sovětských zbraní a munice.
V roce 1985 Reagan veřejně oznámil úmysl vojensky vyzbrojit všechny skupiny bojující proti Sovětskému svazu (tzv. Reaganova doktrína). Od té doby USA mudžahedínům dodávaly i vlastní moderní zbraně a munici. Distribuce byla závislá na Pákistánu, přičemž Muhammad Zijául Hak se osobně přátelil s Charliem Wilsonem. Finance pro mudžahedíny chodily do Pákistánu z USA, Číny a Saúdské Arábie. Pákistán během operace vycvičil až 18 tisíc mudžahedínů ročně. Region takto zaplavily americké FIM-92 Stinger. Ty byly v té době tak účinné, že se USA po celá devadesátá léta snažily nepoužité Stingery vykoupit zpět, aby nepadly do „špatných rukou“.
Intenzivní vyzbrojování mudžahedínů výrazně přispělo ke stažení Sovětů z Afghánistánu. Tento záměr oznámili již v červenci 1987, přičemž následně probíhaly mírové rozhovory. Dohoda byla podepsána v dubnu 1988 a poslední příslušníci armády SSSR opustili Afghánistán v únoru 1989.

### První občanská válka v Afghánistánu (1989–1992)
Po stažení Sovětů zájem USA o Afghánistán lehce opadl. Nicméně se CIA angažovala v bitvě o Džalálábád, ve které se milice podporované Pákistánem pokusily postavit Sověty podporované vládě Afghánské demokratické republiky, čímž vypukla občanská válka. Nicméně mudžahedíni proti afghánské armádě neuspěli a USA brzy výrazně omezily jejich další podporu. V lednu 1989 se navíc novým prezidentem USA stal George H. W. Bush, který znovu vytáhl otázku pákistánského jaderného programu a pohrozil mu sankcemi, čímž dřívější spolupráce ochladla. Ještě v roce 1991 však kongresman Charlie Wilson přesvědčil kolegy, aby uvolnili 200 milionů dolarů na pomoc mudžahedínům. USA mudžahedínům předaly také zbraně zadržené ve válce v Zálivu.